# New York Groove
New York Groove è un brano scritto dal chitarrista Russ Ballard, pubblicato nel 1975 all'interno dell'album Keeps Us off the Streets degli Hello, gruppo in cui militava all'epoca Ballard. La canzone è stata in seguito ripresa dal chitarrista dei Kiss Ace Frehley, che l'ha registrata nuovamente per pubblicarla all'interno del suo album solista del 1978.

## Il brano
Pubblicata come prima traccia del lato B dell'album solista di Ace Frehley, il brano è stato subito estratto come singolo assieme al brano Snow Blind, presente all'interno dell'album come terza traccia. Il singolo ha raggiunto la tredicesima posizione nella Billboard Hot 100 statunitense divenendo il singolo di maggior successo tra quelli estratti dagli altri tre album.
New York Groove è stata proposta nei concerti durante il Dynasty Tour del 1979 e l'Unmasked Tour del 1980, quindi nell'Alive/Worldwide Tour del 1996. Esiste una versione live registrata a Sydney nel 1980, presente nella versione giapponese della compilation live You Wanted the Best, You Got the Best!! pubblicata nel 1996.
Il brano viene anche usato come canzone di entrata dei St. Norbert Green Knights, la squadra di hockey su ghiaccio campione dei tornei NCAA svoltisi nel 2008 ed è presente nella stazione radio Liberty Rock nel videogioco Grand Theft Auto IV.

## Tracce
- Lato A: New York Groove
- Lato B: Snow Blind

## Formazione
- Ace Frehley - voce, chitarra, basso

### Collaboratori
- Anton Fig - batteria
- David Lasley - voce secondaria
- Susan Collins - voce secondaria
- Bobby McAdams - voce secondaria